# Coscinia nigromarginata
Coscinia nigromarginata là một loài bướm đêm thuộc phân họ Arctiinae, họ Erebidae.